# 뉴헤이븐 세너터스
| 뉴헤이븐 세너터스 | |
| 콘퍼런스          | |
| 디비전            | 노스 디비전 (1992년~1993년) |
| 설립연도          | 1992년 |
| 해체연도          | 1993년 |
| 역사              | 뉴헤이븐 나이트호크스 (1972년~1992년) 뉴헤이븐 세너터스 (1992년~1993년) 프린스에드워드아일랜드 세너터스 (1993년~1996년) 빙엄턴 세너터스 (2002년~현재) |
| 경기장            | 뉴헤이븐 콜리시엄 |
| 연고지            | 코네티컷주 뉴헤이븐 |
| 상징색            | 빨강, 검정, 청동, 하양 |
| 구단주            | |
| 단장              | |
| 감독              | |
| NHL 제휴          | |
| ECHL 제휴         | |
| 정규시즌 우승     | |
| 콘퍼런스 우승     | |
| 디비전 우승       | |
| 칼더 컵           | |
| 영구 결번         | |

뉴헤이븐 세너터스(New Haven Senators)는 미국 코네티컷주 뉴헤이븐을 연고지로 하는 1992년부터 1993년까지 AHL 소속되었던 아이스 하키팀이다.
1993년 연고지를 프린스에드워드아일랜드주 샬럿타운 (프린스에드워드아일랜드 세너터스)로 이전했다.

## 역대 홈경기장
| 뉴헤이븐 세너터스 |               |          |                     |                             |
| 경기장            | 사용기간      | 수용인원 | 장소                | 비고                        |
| 뉴헤이븐 콜리시엄 | 1992년~1993년 | 11,171명 | 코네티컷주 뉴헤이븐 | 2007년 1월 20일 철거되었음. |